# Oula Abass Traoré
Oula Abass Traoré (ur. 29 września 1995 w Bobo-Dioulasso) – burkiński piłkarz grający na pozycji lewego obrońcy. Od 2020 jest zawodnikiem klubu Horoya AC.

## Kariera klubowa
Swoją karierę piłkarską Traoré rozpoczął w klubie Racing Bobo-Dioulasso, w którym zadebiutował w sezonie 2014/2015 w burkińskiej pierwszej lidze. W debiutanckim sezonie wywalczył z nim mistrzostwo Burkiny Faso. W 2017 roku przeszedł do Salitas FC. Grał w nim przez trzy sezony i w tym czasie zdobył Puchar Burkiny Faso w sezonie 2017/2018 i wywalczył wicemistrzostwo tego kraju w sezonie 2018/2019.
Latem 2020 Traoré przeszedł do gwinejskiego klubu Horoya AC. W sezonie 2020/2021 wywalczył z nim mistrzostwo Gwinei.

## Kariera reprezentacyjna
W reprezentacji Burkiny Faso Traoré zadebiutował 9 czerwca 2019 w zremisowanym 0:0 towarzyskim meczu z Demokratyczną Republiką Konga, rozegranym w Marbelli. W 2022 roku został powołany do kadry na Puchar Narodów Afryki 2021. Wraz z Burkiną Faso zajął 4. miejsce na tym turnieju, jednak nie rozegrał na nim żadnego meczu.